# Gravgave
En gravgave er en genstand som placeres sammen med liget ved en begravelse. Ligets klæder eller svøb regnes som regel ikke som en egentlig gravgave. Gravgaver forekommer over hele verden.
I Skandinavien er gravgaver almindelige i forhistoriske grave (se Nordisk før-kristen begravelse), bliver usædvanlige i middelalderen og kommer i nogen grad igen i begyndelsen af nyere tid. Arkæologer undersøger gerne gravgaver med henblik på datering og for at beskrive de dødes sociale roller.
| Religion | Spire Denne religionsartikel er en spire som bør udbygges. Du er velkommen til at hjælpe Wikipedia ved at udvide den. |